# NGC 974
NGC 974 est une vaste galaxie spirale (intermédiaire ?) située dans la constellation du Triangle. NGC 974 a été découverte par l'astronome britannique John Herschel en 1827.

## Caractéristiques
Sa vitesse par rapport au fond diffus cosmologique est de 4 279 ± 17 km/s, ce qui correspond à une distance de Hubble de 63,1 ± 4,4 Mpc (∼206 millions d'al).
La classe de luminosité de NGC 974 est II et elle présente une large raie HI.

## Groupe de NGC 973

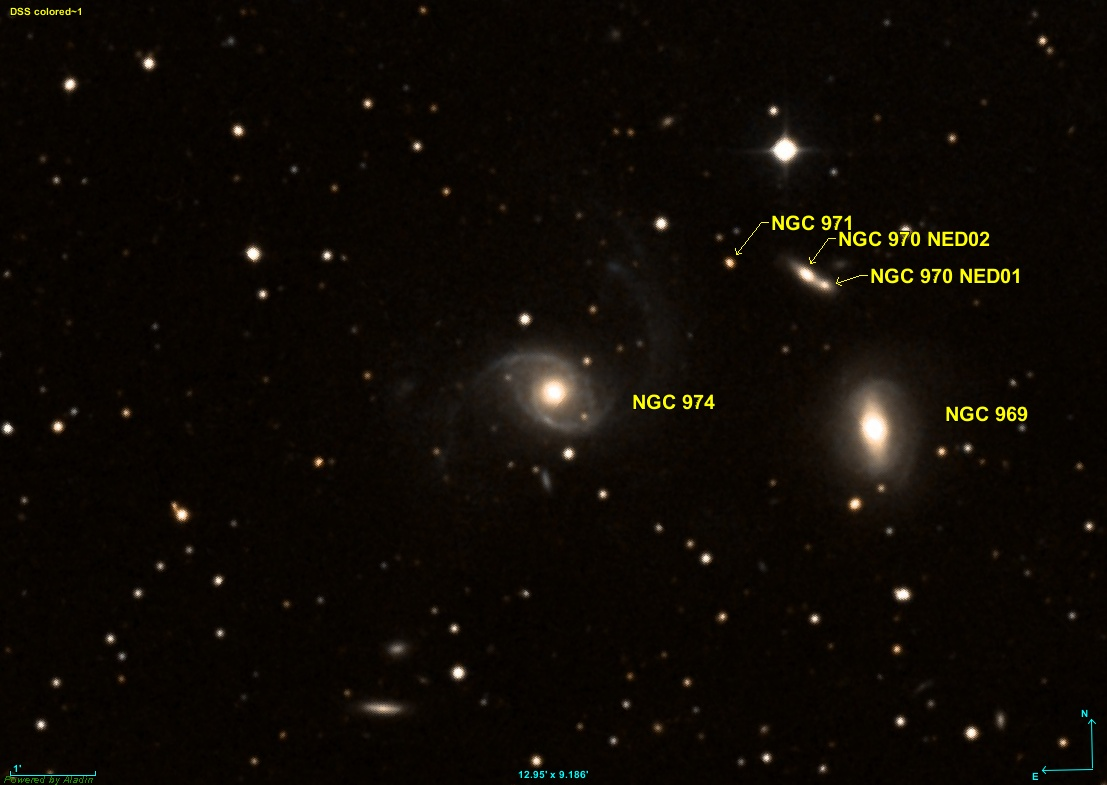
Image de NGC 974 (Données astronomique de Strasbourg)

NGC 974 fait partie d'un groupe de galaxies d'au moins 20 membres, le groupe de NGC 973. Outre NGC 974 et NGC 973, les autres du groupe sont entre autres NGC 969, NGC 1002 (=NGC 983), NGC 987 et NGC 1067.